# Juan Falcón
Juan Falcón Marcial (La Habana, 27 de abril de 1965) es un actor cubano nacionalizado chileno.

## Biografía
Sus primeros estudios en Cuba fueron de ballet, pero a los 15 años se decidió por el teatro. En su país natal trabajó como actor en Cine, Radio y Televisión.
Llegó a Chile en 1990 junto a su mujer hija de exiliados políticos chilenos, con la que tuvo a María Karla. Luego se casó de nuevo, matrimonio del que nacieron Leonardo y Amelia. Entre sus parejas figuran Daniela Demicheli, ex productora del área dramática de TVN (Romané).
En 1997 protagonizó la primera escena de desnudo masculino en una teleserie chilena para Rossabella, transmitida por Megavisión, siendo uno de los pioneros del nudismo en Chile en la televisión. Al año siguiente, se compró una parcela en la comunidad ecológica de San Francisco de Los Andes, en plena cordillera del mismo nombre.
Conocidas son sus actuaciones en Iorana, Romané, Pampa Ilusión, Los Pincheira y Brujas. En teatro, todavía se recuerda su actuación en Sinvergüenzas.
Trabajo en la teleserie 16, de TVN donde protagoniza a un profesor de educación física que está enamorado de una de las apoderadas del curso. También ha interpretado a dos personajes en dos exitosas teleseries en Los Pincheira, interpretando a Delfín "Vinagre" Molina, ambicioso e intrigante, de sentimientos negros que odia a su hermano mayor, y el otro personaje fue Jason Estévez de la exitosa teleserie Brujas, que de niño fue abandonado en la Vega Central, siendo recogido por los "Sa-Sa" que se enamora sentimentalmente de "Gretel", interpretada por Ingrid Cruz.

## Filmografía

### Cine
- Campo minado, nadie vuelve intacto (1998, dirigida por Alex Bowen).
- Maria Luisa en la niebla (1999, dirigida por Leo Kocking).
- Historias de sexo (2000, dirigida por Antonia Olivares).
- B-Happy (2003, dirigida por Gonzalo Justiniano) como Nelson.
- Gente mala del norte (2006, dirigida por Patricio Riquelme).
- Nadie sabe que estoy aquí (2020, dirigida por Gaspar Antillo).

### Telenovelas

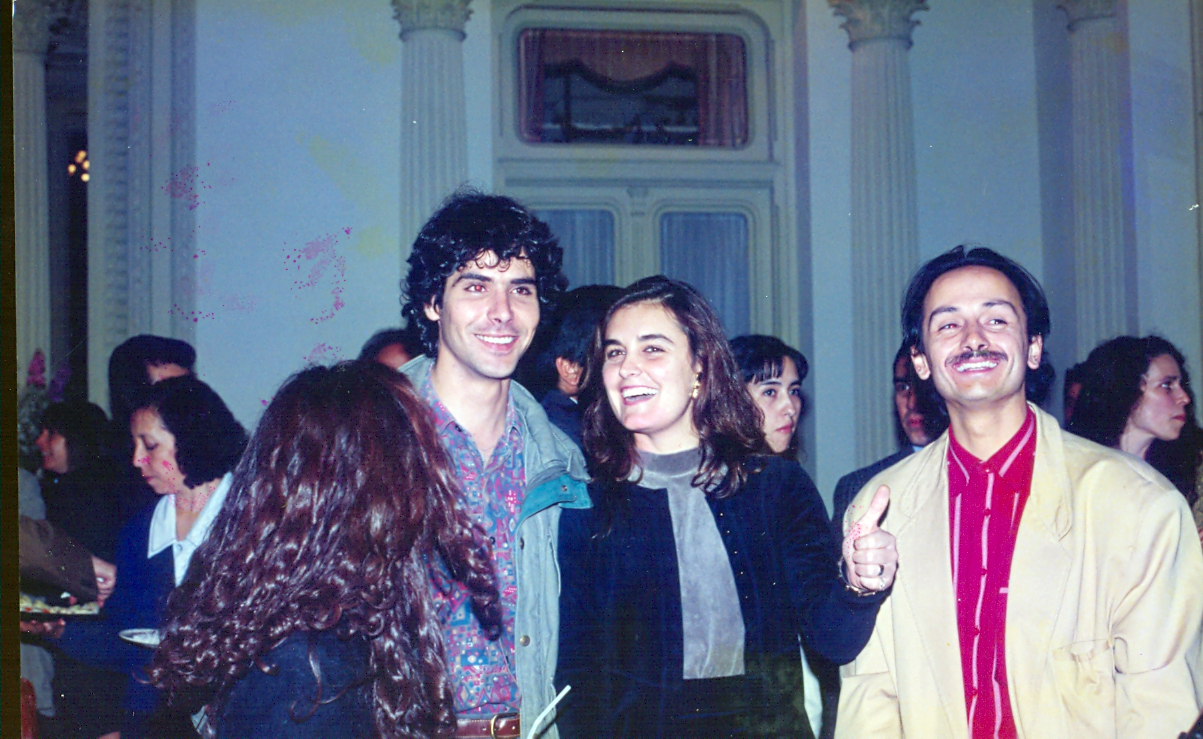
Juan Falcón (al centro) en 1997.

| Año       | Título                   | Personaje                         |
| --------- | ------------------------ | --------------------------------- |
| 1992      | El palo al gato          | Freddy Melo                       |
| 1994      | Top secret               | Ignacio Santelices                |
| 1995      | El amor está de moda     | Adriano Benavides                 |
| 1996      | Marrón Glacé, el regreso | Johnny Suazo                      |
| 1996      | Adrenalina               | Elías Corrales                    |
| 1997      | Rossabella               | Jorge Alfaro                      |
| 1997      | Santiago city            | Andrés Madariaga                  |
| 1998      | Iorana                   | Siu Teao                          |
| 1999      | La Fiera                 | Marcos Chamorro                   |
| 2000      | Romané                   | Branko Antich                     |
| 2001      | Pampa Ilusión            | Alberto Quispe                    |
| 2002      | El circo de las Montini  | Isidro Martín                     |
| 2003      | Puertas adentro          | Daniel Henríquez                  |
| 2003      | 16                       | Román Espoz                       |
| 2004      | Los Pincheira            | Delfín Molina                     |
| 2004-2005 | Ídolos                   | Reinaldo Anderson                 |
| 2005      | Brujas                   | Jason Estévez                     |
| 2006      | Descarado                | Mauro Montoya                     |
| 2007      | Papi Ricky               | Antonio Noriega                   |
| 2009      | Cuenta conmigo           | Pedro "Mono" González             |
| 2010      | Feroz                    | Tomás Hernández                   |
| 2011-2012 | La doña                  | Cristóbal García de León y Toledo |
| 2012-2013 | La Sexóloga              | Eloy Garay                        |
| 2013      | Graduados                | Fernando García                   |
| 2014      | Las 2 Carolinas          | Wilson Vásquez                    |
| 2015      | Matriarcas               | Johnny Bravo                      |
| 2016-2017 | El camionero             | Víctor "Vitoco" Sanhueza          |
| 2018-2021 | Verdades ocultas         | Francesco Leone                   |

### Series y unitarios de televisión
- El príncipe y el mendigo (1977) - Protagonista, como El príncipe y el mendigo.
- Historias de Corín Tellado (1990)
- Brigada Escorpión (1998) en el capítulo "Tiffany" como Kostas.
- Cuentos de Mujeres (2003) en el capítulo "Berta/Ángela" como Cristián/Bruno.
- El cuento del tío (2004) en el capítulo "Hombre soltero busca" como José Miguel.
- Los Simuladores (2005) en el capítulo "Asalto espress" como Ángel Ponce.
- Dinastía Sa-Sá (2006) como Jason Estévez.
- Héroes (2007).
- Conectados (2015) - Invitado
- Buenos días a todos (2016) - Invitado
- La Divina Comida (2016) - Participante anfitrión
- Por ti (2016) - Animador
- El momento de la verdad (2017) - Invitado
- ¿Quién es la máscara? (2021) - Participante como Pelos